# Ливингстон, Милтон Стэнли
Милтон Стэнли Ливингстон (англ. Milton Stanley Livingston; 25 мая 1905, Броудхед, Висконсин, США — 25 августа 1986, Санта-Фе, Нью-Мексико, США) — американский физик, совместно с Эрнестом Лоуренсом создавший первый циклотрон (1930), автор многих пионерских работ в области физики ускорителей.

## Биография

### Детство
Родители Стэнли, Милтон Макуортер и Сара Джейн Ливингстоны, переехали из Броудхеда, где отец работал священником в местной церкви, в Калифорнию, когда Стэнли исполнилось 5 лет. Там отец устроился работать учителем в школе, а затем стал её директором, купил апельсиновый сад, построил ранчо. Стэнли, как единственный сын в семье (у него было три сестры), много занимался хозяйством, научился работать любым инструментом.

### Создание циклотрона
После окончания школы Ливингстон сперва увлёкся химией в колледже, но потом переключился на физику. Поступил в Калифорнийский университет. Летом 1930 года он искал себе руководителя, и выбрал задачу, предложенную Эрнестом Лоуренсом. Лоуренс заметил, что частота обращения заряженной частицы в постоянном магнитном поле (циклотронная частота) не зависит от энергии частиц. А значит, подобрав частоту высокочастотного электрического поля, можно добиться многократного резонансного ускорения частицы. Лоуренс предложил Ливингстону проверить эту идею экспериментально. Другой студент Лоуренса, Нильс Эдлефсон, уже пытался сделать эту работу, но получил невнятные результаты. Ливингстон взял 4-дюймовый магнит, который сделал Эдлефсон, сделал вакуумную камеру и D-образные полые ускоряющие электроды, подсоединил ВЧ-генератор и собрал всю установку. В ноябре 1930 года, под чутким руководством Лоуренса, был получен первый ускоренный пучок ионов. Ионы H2+ были ускорены до 80 КэВ, при том что ускоряющее напряжение было всего лишь 1 кВ! По материалам этой работы Ливингстон очень быстро защитил диссертацию.
9 января 1932 году был запущен 11-дюймовый циклотрон на энергию протонов в 1.2 МэВ. На тот момент это была рекордная энергия для ускорителей. А вскоре новый 27-дюймовый циклотрон ускорил ионы водорода до энергии 5 МэВ. Пока в Беркли все радовались новому мировому рекорду ускорения, из Англии пришли новости от Кокрофта и Уолтона, которые расщепили ядро, используя высоковольтный ускоритель с энергией всего лишь 1 МэВ. Лоуренс и Ливингстон также занялись ядерными экспериментами на своём 27-дюймовом циклотроне.

### Корнелл и MIT
В 1934 году Ливингстон, который в отличие от Лоуренса не стал знаменитостью мирового уровня после признания циклотрона, перебирается в Корнелл, где строит собственный 2 МэВ циклотрон. Совместно с Р.Бэчером и Х. Бете развивает направление ядерной физики.
В 1938 году Р.Эванс приглашает Ливингстона в MIT, строить циклотрон, который был успешно запущен Ливингстоном в 1940 году.

### Космотрон в BNL
В 1946 году физики из MIT, Гарварда и других университетов организовали новую лабораторию для ядерных исследований, BNL, на Лонг-Айленде. Ливингстон был приглашён туда первым директором BNL Ф.Морсом для конструирования ускорителей. В то время как Лоуренс строил в Беркли огромный 184-дюймовый циклотрон, Э.МакМиллан и В.Векслер открыли принцип автофазировки, который позволял обойти ограничения по энергии, существующие в циклотроне. Благодаря этому, циклотрон в Беркли был преобразован в синхроциклотрон и достиг энергии около 300 МэВ. Ливингстон приступил к проектированию синхроциклотрона на энергию 700 МэВ, однако вскоре его внимание переключилось на идею строительства 3 ГэВ протонного синхротрона, получившего название Космотрон. Он был запущен в 1952 году, проработал до 1968 года, на нём были проведены эксперименты по наблюдению ряда мезонов.

### Открытие сильной фокусировки
Изучение фокусировки в слабофокусирующем Космотроне позволило Э. Куранту совместно с Ливингстоном развить теорию знакопеременной фокусировки, которая впоследствии совершила революцию в физике ускорителей и легла в основу всех современных синхротронов. (В действительности это было повторное открытие, поскольку принцип сильной фокусировки был предложен и запатентован в США и Греции греческим физиком Н. Кристофилосом в 1950 году). В 1960 году в Брукхейвене заработал 30 ГэВный сильнофокусирующий синхротрон AGS, подтвердивший, что принципы сильной фокусировки могут быть применены в области и гораздо больших энергий.

### Cambridge Electron Accelerator
В 1950-60 годы руководил строительством, запуском и эксплуатацией 6 ГэВ электронного синхротрона CEA (Cambridge Electron Accelerator), совместный проект Гарвардского университета и MIT в городе Кембридж (штат Массачусетс).

### Фермилаб
В 1967 году Стэнли Ливингстон перебирается во вновь созданную лабораторию, которая теперь известна как Фермилаб, где начинает строиться 200 ГэВ протонный синхротрон. Впоследствии синхротрон был реконструирован до энергии 1000 ГэВ и получил название Тэватрон.
В 1970 году Ливингстон ушёл на пенсию и поселился с женой на окраине Санта-Фе (штат Нью-Мексико). В 1986 году Стэнли Ливингстон умер после нескольких месяцев болезни.

## Награды
Награждён премией Энрико Ферми в 1986 году «за ключевой вклад в развитие физики ядерных ускорителей, за участие в создании циклотрона, за важную роль в открытии принципа сильной фокусировки»